# 4-etil-2-metilhexano
El 4-etil-2-metilhexano es un alcano de cadena ramificada con fórmula molecular C9H20.